# Genderlinguistik
Die Genderlinguistik ist ein Teilgebiet der Soziolinguistik und beschäftigt sich mit geschlechtsspezifischen Varietäten von Sprache.

## Fragestellungen
Die hauptsächlichen Fragestellungen der Genderlinguistik sind:
- Existiert eine Verbindung zwischen spezifischem Sprachgebrauch (Struktur, Gebrauch und Vokabular) und der sozialen Rollen von Männern und Frauen? Wenn ja, inwieweit?
- Verwenden Männer und Frauen spezifische Sprache unterschiedlich?
- Spiegeln die sprachlichen Unterschiede die Beziehungen zwischen den Geschlechtern wider?
- Ist die Sprachstruktur an sich verantwortlich für etwaige Unterschiede?
- Ist eine Sprache sexistisch oder sind es vielmehr die Sprecher, die sie sexistisch machen?
- Wie ist der Zusammenhang zwischen Stereotypdenken, Sprache und Verhalten?

## Entwicklung
1968 veröffentlichte Robert Stoller eine Arbeit zu graduellen Unterschieden im Verhalten von Frauen und Männern. In seiner Darstellung trennte er zwischen biologischen Merkmalen (englisch sex) und psychologisch-gesellschaftlich bedingten Faktoren (gender). Darauf aufbauend verwendet die Genderforschung die nun auch im Deutschen gebrauchte Bezeichnung „Gender“ für anerzogene, meist auf Stereotypen bezogenen Unterschiede zwischen den Geschlechtern.
1975 veröffentlichte Robin Lakoff ihr Werk Language and Women’s place, in dem sie ihre Theorie der unterschiedlichen Vokabulare von Männern und Frauen darlegte. Deborah Tannen ging in den 1990ern noch weiter und verglich die Kommunikation zwischen den Geschlechtern mit der interkulturellen Kommunikation. Seither ist die Genderlinguistik ein heftig umstrittenes Gebiet der Sprachwissenschaften.

## Theorien der Genderlinguistik

### Defizithypothese
Im Folgenden entstand zunächst die Defizithypothese, die das Verhalten der Männer als Richtschnur ansah und das der Frau als davon abweichend. Die Arbeiten zu dieser Zeit firmierten noch unter feministischer Linguistik.
Das Defizit-Modell basiert auf den Theorien von Robin Lakoff und Helgard Kramer und gilt als Ursprung der Genderlinguistik. Daher liegt es den meisten frühen Studien zu Geschlecht und Sprache zu Grunde.
Das Modell betrachtet die männliche Sprache als normativ und die weibliche als „verstandesmäßig minderwertig“. Es versteht das Geschlecht als unabhängige, isolierte Hauptvariable von Sprache und geht von folgenden Vermutungen aus:
- Die Zugehörigkeit zu einem Geschlecht des Sprechenden erlaubt es dem Rezipienten, eindeutige Interpretationen herauszufiltern.
- Das Geschlecht als solches beeinflusst das Sprachverhalten.
- Männer und Frauen haben zwei verschiedene Varietäten ein und derselben Sprache (später auch als Genderlect bezeichnet[4]).

### Differenzhypothese
Die Differenzhypothese stellt nun die Unterschiede zunächst einmal fest. In Gesprächen sind Frauen vorsichtiger, höflicher, passiver. Männer dominieren durch Unterbrechungen, Imperative und Festlegung der Gesprächsthemen. Gemäß der Differenzhypothese sind die Verhaltensweise anders, aber keine ist besser oder schlechter als die andere. Das Verhalten der Frau wird kooperativ genannt und als eine Möglichkeit neben dem dominanten Verhalten der Männer betrachtet.
Der folgende Überblick ist einer Zusammenstellung von Gisela Klann-Delius entnommen (2006).

### Dominanz-Theorie
Die wichtigsten Vertreter dieser Theorie sind William M. O’Barr, William und Bowman, Atkins.  Die Dominanz-Theorie ist dem älteren Defizit-Modell sehr ähnlich, wobei die weibliche Sprache hier nur als sozial minderwertig angesehen wird. Grundsätzlich gehen die Vertreter der Dominanz-Theorie davon aus, dass Unterschiede in der geschlechtsspezifischen Sprache an Unterschieden in der Machtverteilung und im Machtzugang liegen.

### Modell der stummen Gruppe
Edwin Ardener gilt als Begründer dieser Theorie, welche oft als Grundlage für Studien verwendet wird, wenn es gilt, Sexismus in der Sprache zu untersuchen.
Seine Kernaussagen beinhalten folgende die Annahmen:
- Frauen haben markierte Defizite im Sprachbenehmen, da sie keine Möglichkeit hatten, ihre eigene Sprache zu entwickeln.
- Diese Defizite sind zurückzuführen auf einen Mangel an sozialer Macht und überwältigender männlicher Dominanz; Frauen beherrschen eine niedrigere sprachliche Variation.
- Frauen weisen niedrigere Sprachkompetenzen auf, da die männliche Sprache für Frauen wie eine Fremdsprache ist

Kritik am Modell
- Die Geschlechter bilden entgegen dieser Theorie keine einheitliche Gruppe.
- Unterschiede in der Sprachkompetenz konnten nicht belegt werden.
- Dieses Modell dementiert jegliche Entwicklung in der Stelle  der Frau entgegen der männlichen Unterdrückung.

### Sprachstil-Modell
Die Hauptentwickler hier sind die Linguisten Giles, Bourhis, Taylor und Williams.
Sie betrachten das Geschlecht als primäres Merkmal zur Gruppengründung und alle weiteren Faktoren als Modifikatoren. Dementsprechend wird das Sprachverhalten als Symbol der Gruppenzugehörigkeit angesehen.
Um die Vitalität und Beständigkeit der Gruppe aufrechterhalten zu können, greift man auf Faktoren wie Status, Demographie und institutionelle Unterstützung zurück.
Das Modell des Sprachstiles ist das erste Modell der Genderlinguistik, das den vermittelnden Einfluss anderer Faktoren neben dem Geschlecht anerkennt.
Kritik am Modell
- Der Einfluss des Geschlechts auf die Sprache als Mittel sozialer Interaktion wird nur oberflächlich betrachtet.
- Die nötige wissenschaftliche Überprüfung der Thesen fehlt noch.

### Strategien-Theorie
Die Soziolinguisten Brown und Levinson versuchten mit dem Strategien-Modell die Beziehungen zwischen den sozialen Strukturen von Gesellschaften, dem Geschlecht ihrer Mitglieder sowie die Spiegelung von soziopsychologischen Perspektiven der Einzelnen und ihrem kommunikativen Verhalten.
Das kommunikative Verhalten wird von Kommunikationsstrategien reguliert, welche von Charakteristiken der kulturell gebundenen sozialen Beziehungen bestimmt werden.
Die Strategien-Theorie setzt weder eine feste Beziehung zwischen Geschlecht und linguistischen Verhaltensweisen fest, noch vermutet sie eine direkte Interpretationsmöglichkeit von Sprachmustern aufgrund des Geschlechtes.
Das Strategien-Modell betont, dass das Geschlecht des Sprechers nicht den offenen linguistischen Ausdruck formt, sondern die Kommunikationsstrategie.
Das gemeinsame Konzept ist beim Strategien-Modell die Bandbreite an interaktiven Regeln.

### Zwei-Kulturen-Modell
Das Zwei-Kulturen-Modell stammt von Deborah Tannen und wurde zum ersten Modell der Genderlinguistik, das von der breiten Öffentlichkeit wahrgenommen wurde. In ihrem Buch You Just Don’t Understand. Women and Men in Conversation erklärt sie ihr Modell und stellt fest, dass Männer und Frauen grundsätzlich verschiedene Kommunikationsprinzipien verfolgen. Diese Unterschiede seien so bedeutend, dass es laut Tannen ratsam sei, bei der Kommunikation zwischen den Geschlechtern die Maximen der interkulturellen Kommunikation gemäß Gumperz  anzuwenden.
Diese Unterschiede in den Kommunikationsprinzipien resultierten aus der Sozialisation in gleichgeschlechtlichen Freundeskreisen und zeigten sich insbesondere in den grundsätzlichen Zielen der Kommunikation. Laut Tannen verfolgen Männer eine Strategie des Wettstreites während Frauen zur Kooperation tendieren.
Kritik am Modell
- Das Modell von Tannen ist eines der am heftigsten kritisierten Modelle überhaupt. Der erste Kritikpunkt ist, dass die gleichgeschlechtlichen Freundeskreise empirisch nicht bewiesen und unrealistisch sind.
- Der zweite Punkt stellt die Sozialisation an sich dar. Die erste Sozialisation findet in der Familie statt, wo keine Geschlechtertrennung stattfindet.

### Doing-Gender-Modell
Die Gründer des Doing-Gender-Modells sind Candace West, Don H. Zimmerman und Sarah Fenstermaker, wobei sie in ihrem Modell die Konversationsanalyse-Hypothesen strikt anwandten. Ihrem Verständnis nach ist das Geschlecht nicht von vornherein gegeben, sondern das Ergebnis konkreter sozialer Interaktion und demnach ebenso ein soziales Konstrukt wie „Rasse“ oder auch die soziale Klasse. Weiterhin nehmen sie an, dass es nicht das Geschlecht ist, das die individuelle Art zu sprechen bestimmt, sondern dass es das Konversationsverhalten ist, das die Geschlechtsidentität bestimmt. Diese Bestimmung bezieht einen ganzen Komplex von sozial geführten wahrnehmenden, interaktiven und mikropolitischen Tätigkeiten mit ein, wodurch bestimmte Streben eines Individuums als Ausdruck der männlichen oder weiblichen Natur gesehen werden.

### Modell der multiplen sozialen Praktiken
In Anlehnung an das Doing-gender-Modell haben Penelope Eckert und McConnell-Ginet das Modell der multiplen sozialen Praktiken entwickelt. Auch hier werden Geschlecht und Sprachgebrauch als soziale, örtlich hergestellte Konstrukte der Interaktion verstanden. Die Betonung liegt hier aber auf der Auffassung von sozialer Gemeinschaft und ihren Praktiken.
Dieses Modell entledigt sich vollständig von der Annahme, dass es klar abgegrenzte Gegensätzlichkeit gäbe.
Geschlechtsunterschiede im Sprachgebrauch zu suchen wird als Perspektive gesehen, die ausschließlich die männlich – weiblich-Polarität verstärkt und dabei unbewusst das traditionelle binäre Konzept von Geschlecht beibehält und zusätzlich Vorurteile bestätigt. Um genau dies zu vermeiden, wird das Modell der multiplen sozialen Praktiken verwendet. Die Grundsätze lauten hier:
- Das Geschlecht ist nur einer von vielen wichtigen Faktoren.
- Das Geschlecht wird von unterschiedlicher Zugehörigkeit zu Anwendungsgemeinschaften produziert.
- Anwendungsgemeinschaften sind Gemeinschaften von Menschen, die um einen gegenseitigen Dialog, in einer gemeinsamen Bemühung zusammen kommen.
- Sprechen ist eine komplexe Artikulation des Individuums der Formen der Teilnahme in anderen Gemeinschaften, welche zum gegebenen Zeitpunkt hervorstechen.

Kritik am Modell
- Das Modell ist in empirischen Studien noch nicht ausreichend bestätigt.
- Außerdem hat es die Methodologie noch nicht spezifisch formuliert, wie die Arten der Teilnahme einzelner Menschen an Konversationen herausgefiltert werden sollen.

## Studien
Frühe Studien zum Gesprächsverhalten zeigten, dass Männer mehr reden und die Frauen öfter unterbrechen. Die Zurückhaltung der Frauen bedeutet einen Nachteil. Dann wurden aber auch andere Faktoren für die Unterschiede diskutiert wie Status, das Geschlecht des Gegenübers und sozio-kulturelle Unterschiede und Stereotypdenken. Allerdings scheint der Faktor Geschlecht neben vielen verschiedenen Einflussfaktoren stets beteiligt zu sein.